# 2018. áprilisi Korea-közi találkozó

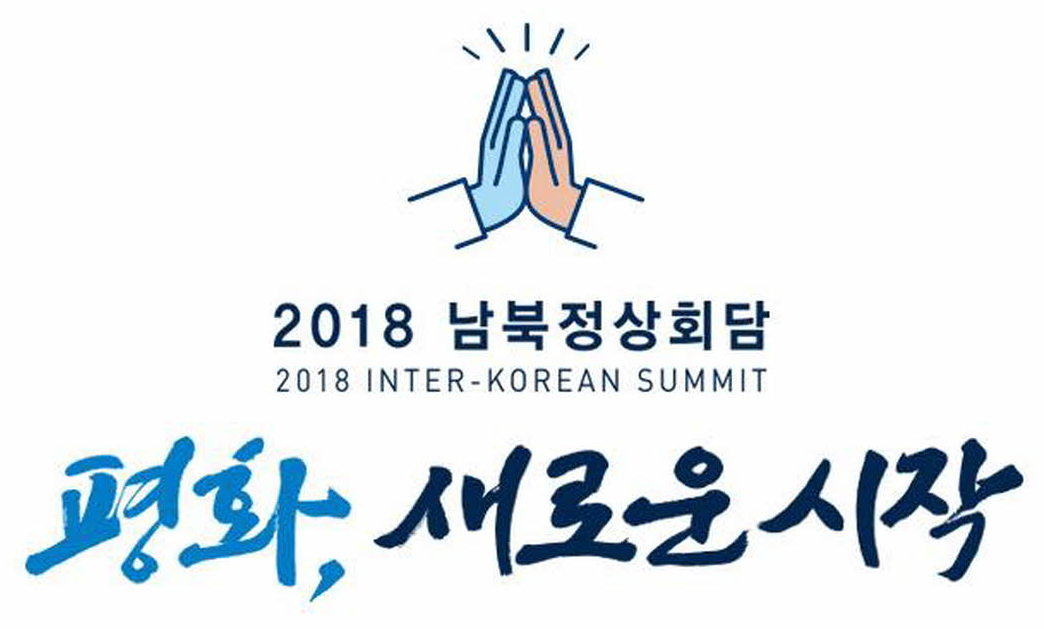
A találkozó hivatalos logója

A 2018-as Korea-közi találkozó (Dél-Koreában: 2018njon Nambuk csongszang-hödam (2018년 남북정상회담, 2018nyeon Nambuk jeongsang-hoedam), Észak-Koreában: 2018njon Puknam szunö-szangbong (2018년 북남수뇌상봉, 2018nyŏn Pungnam Sunoe-sangpong)) 2018. április 27-én zajlott a közös biztonsági terület dél-koreai oldalán a Békeházban. A dél-koreai oldalt Mun Dzsein (Mun Jae-in) államfő, az észak-koreai oldalt Kim Dzsongun (Kim Jeong-un) vezető képviselte. Ez volt a harmadik Korea-közi találkozó, a legutóbbit 2007-ben tartották. Ez volt az első alkalom, hogy észak-koreai vezető Dél-Korea területére lépett.
Az esemény előzményeként a 2018. évi téli olimpiai játékok alkalmából észak-koreai delegáció látogatott Dél-Koreába, és közös női jéghokicsapatot indítottak a játékokon. A találkozó célja a Koreai-félsziget nukleáris leszerelésének és a koreai háború formális lezárásának megbeszélése volt.
A találkozó eredményeképp aláírták az április 27-i Korea-közi egyezményt.

## Galéria

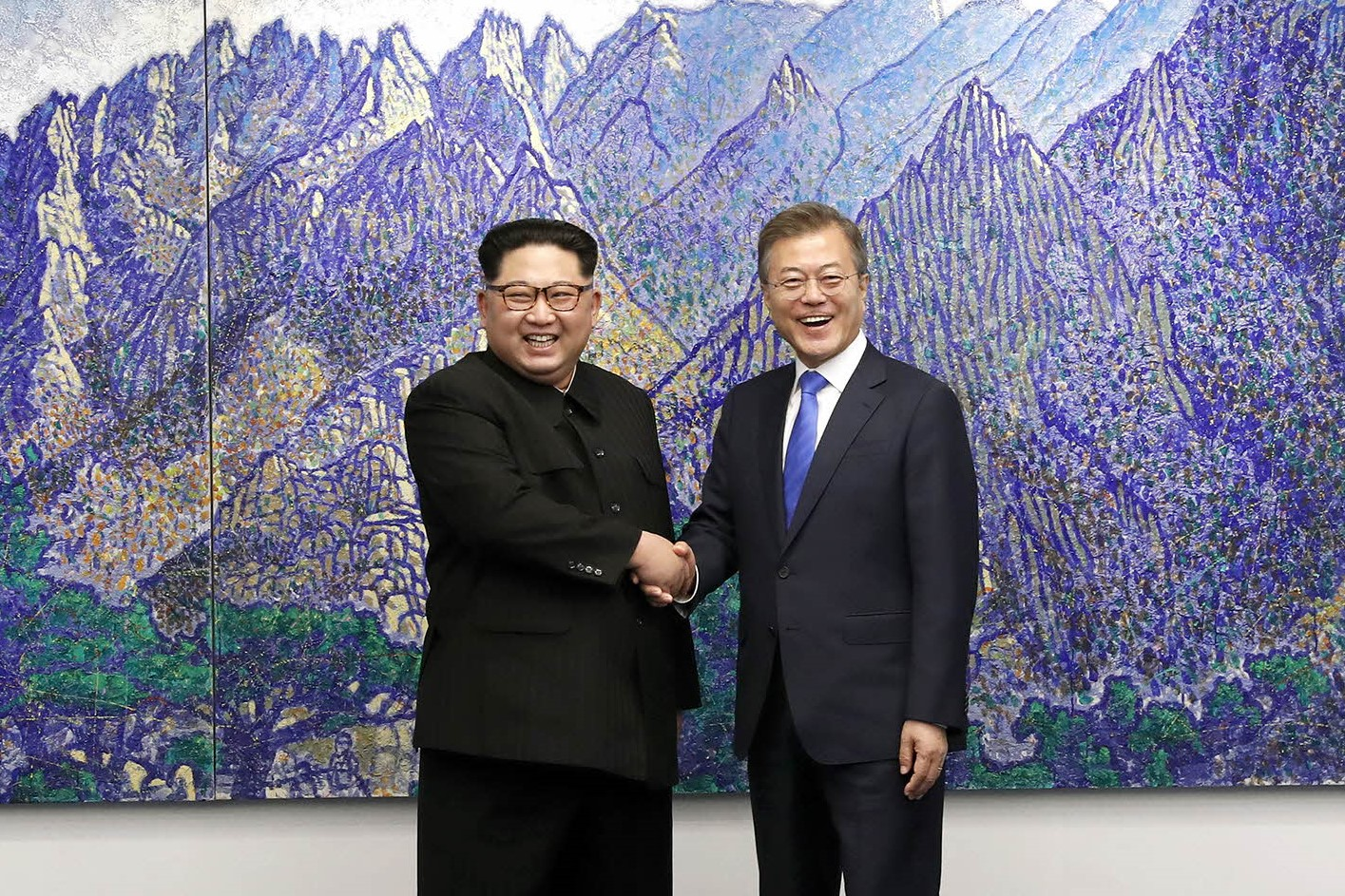
Kim Dzsongun (Kim Jeong-eun) és Mun Dzsein (Mun Jae-in) kezet fog
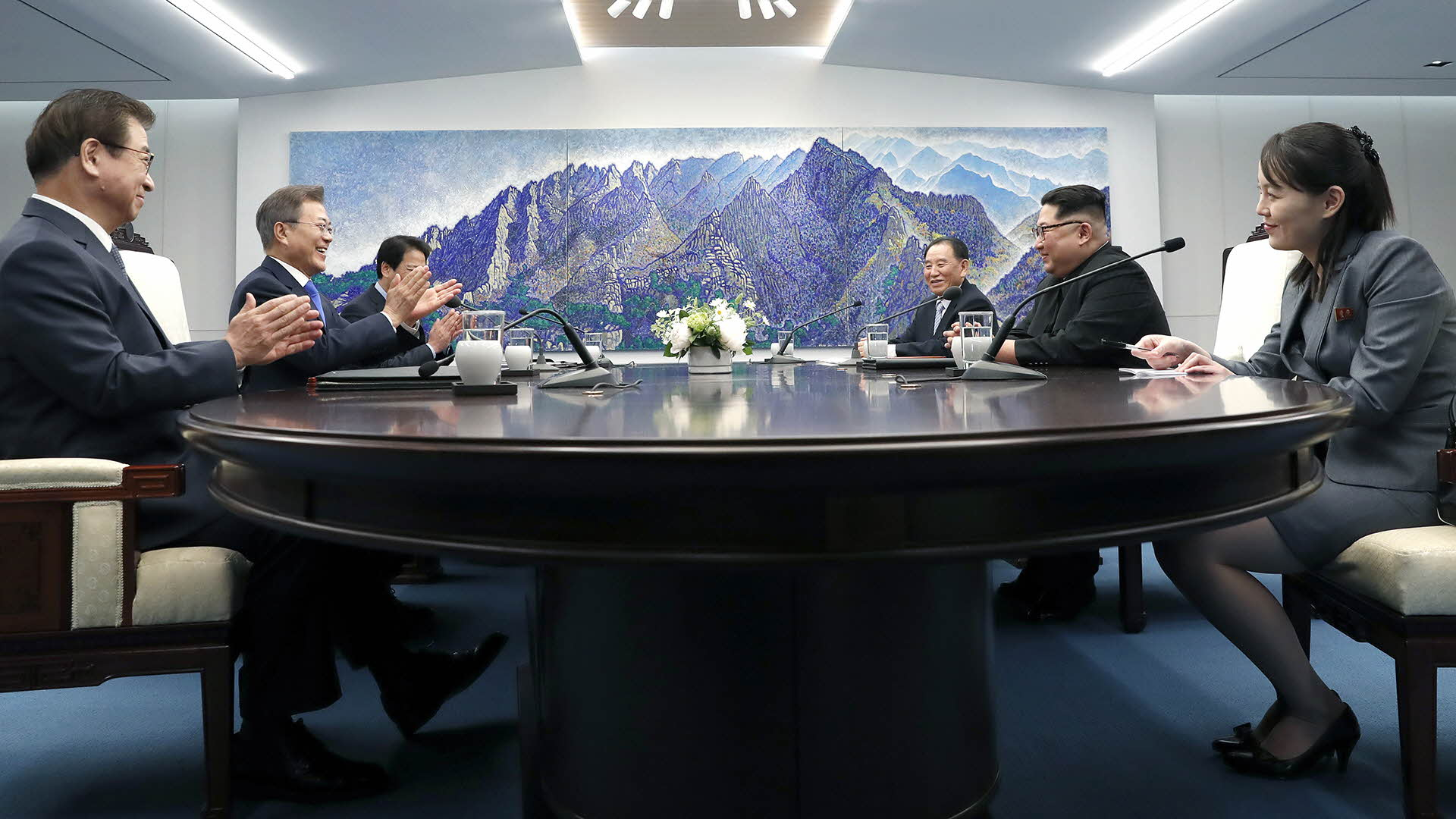
Megbeszélés a Békeházban. Jobb szélen Kim Jodzsong (Kim Yo-jeong), Kim Dzsongun (Kim Jeong-un) testvére
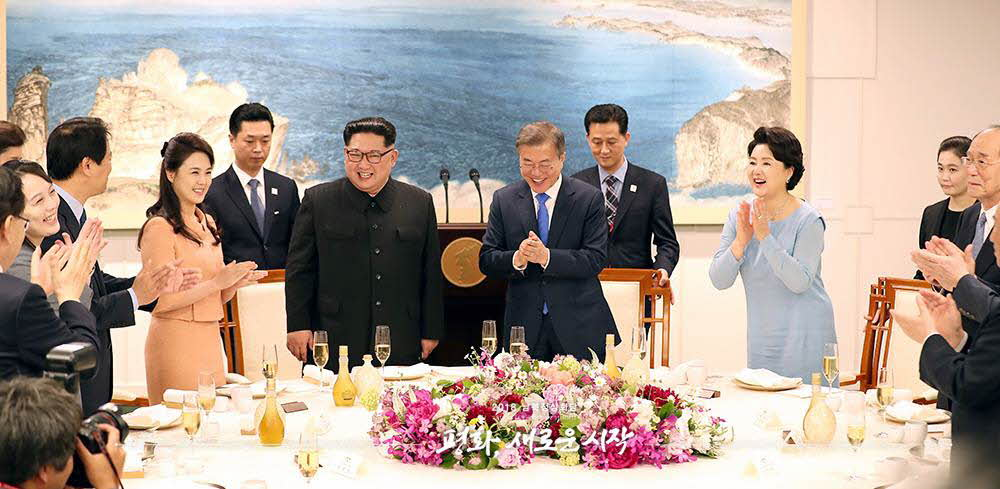
Kim (középen balra) mellette felesége, Ri Szoldzsu (Ri Sol-ju), Mun (középen jobbra) mellette felesége, Kim Dzsongszuk (Kim Jeong-suk)